# 尊光入道親王
尊光入道親王（そんこう にゅうどうしんのう、正保2年9月29日（1645年11月17日）- 延宝8年1月6日（1680年2月6日））は、 江戸時代の入道親王。知恩院第2代宮門主。幼名は栄宮（よしのみや）、諱は良賢（よしかた）、法名は尊光。後水尾天皇の第十二皇子、母は権大納言四辻季継女典侍四辻継子。
親王宣下を蒙った後に出家しているので、身位は入道親王が正しいが、これを出家後に親王宣下を蒙った法親王と混同し、間違って「尊光法親王」とした文献も多く存在している。

## 来歴
慶安4年（1651年）2月に三代将軍徳川家光の猶子となり知恩院に入る。承応3年（1654年）4月6日に後光明天皇から親王宣下を蒙り良賢親王（よしかたしんのう）を名乗る。明暦2年（1656年）5月8日知恩院第35世門主勝譽旧応を戒師として入室得度し、同年7月1日改衣。寛文2年（1662年）研学のために関東へ下向し、増上寺第25世法主頓譽智哲より受法。寛文6年（1666年）8月11日には後水尾上皇に法然の「一枚起請文」を講じている。延宝7年（1679年）11月10日二品に叙せられた。戒名は無量威院宮大蓮社超譽勝阿神竜尊光大和尚。